# Den Vetten Os
Den Vetten Os is een monumentaal pand  aan de Peperstraat in de Nederlandse plaats Enkhuizen.

## Geschiedenis
Het dwarshuis aan de Peperstraat 13 dateert oorspronkelijk uit de zeventiende eeuw. Het is waarschijnlijk gebouwd in opdracht van ene Cornelis Ianszoon Nieuweboer. De gevelsteen met daarin de letters CINB refereert hier aan. Het pand staat haaks op de huizen aan de Karnemelksluis.
In de 19de eeuw is het huis herbouwd. Op vrijdag 19 februari 1904 wordt in het pand de slagerij in Den Vetten Os gevestigd. Onder de gevelsteen komt een steen met daarop een os met daaronder de naam van de slagerij "Den Vetten Os". Het pand werd in 1962 als rijksmonument ingeschreven in het monumentenregister.

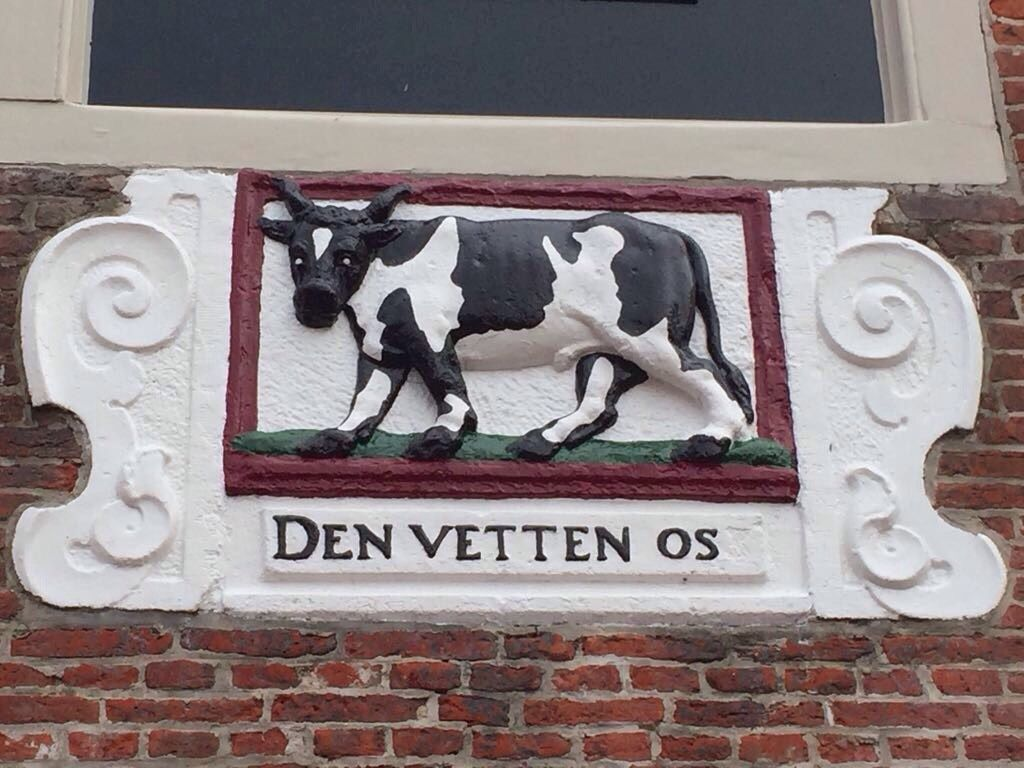
Gevelsteen met afbeelding van een os
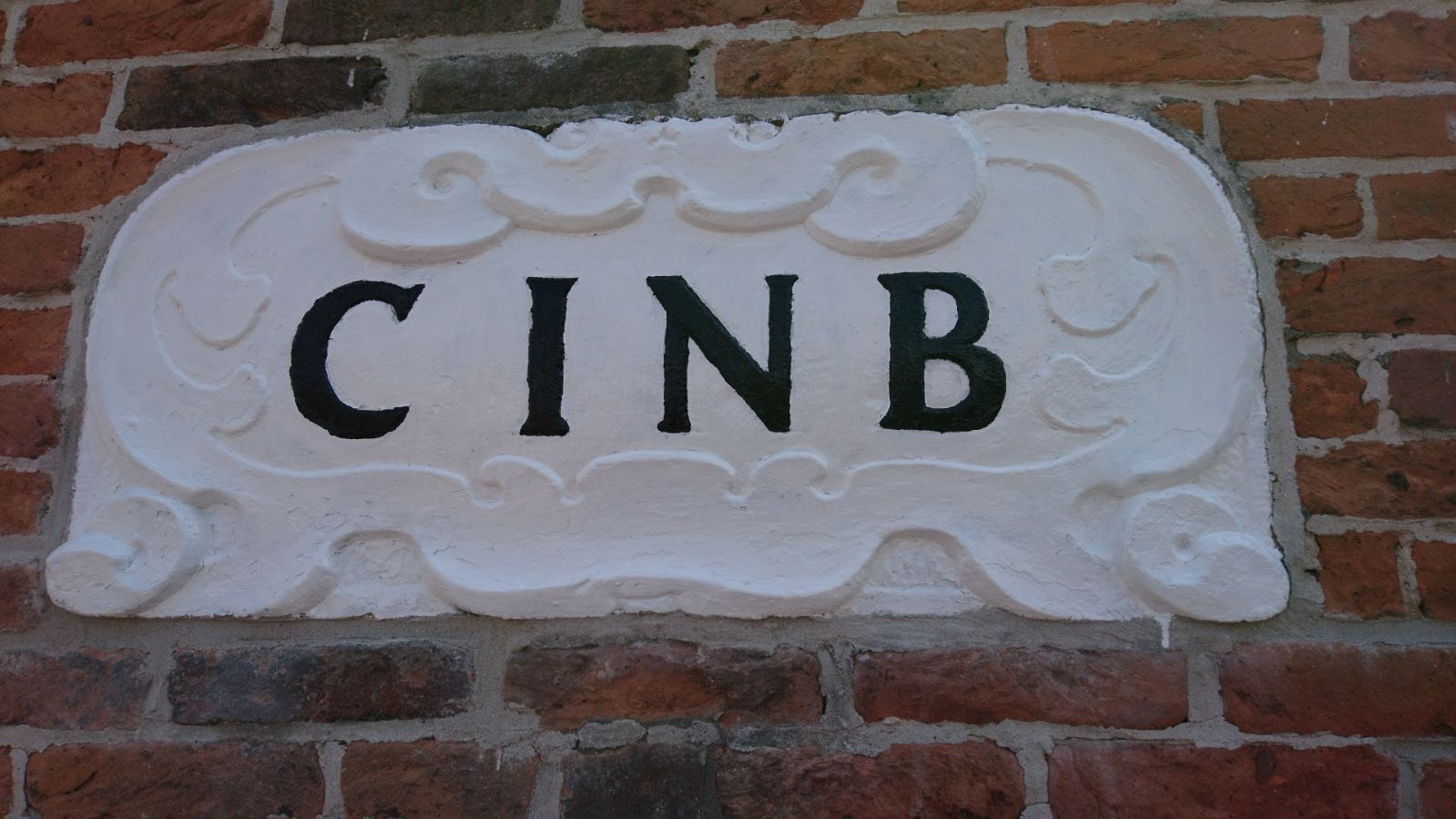
Gevelsteen met de initialen van de vermoedelijke stichter